# Distrikt Tirapata
Der Distrikt Tirapata liegt in der Provinz Azángaro in der Region Puno in Südost-Peru. 

## Geographische Lage
Der Distrikt Tirapata befindet sich im Andenhochland im Westen der Provinz Azángaro und liegt am Nordostufer des nach Südosten strömenden Río Pucará. Er besitzt eine Fläche von 201 km². Beim Zensus 2017 wurden 2985 Einwohner gezählt, 1993 betrug die Einwohnerzahl 3248, im Jahr 2007 3129. 
Der Distrikt Tirapata grenzt im Südwesten an den Pucará (Provinz Lampa), im Nordwesten an den Distrikt Ayaviri (Provinz Melgar), im Norden an den Distrikt Asillo, im Osten an den Distrikt Azángaro sowie im Südosten an Distrikt José Domingo Choquehuanca. Tirapata liegt 23 km westsüdwestlich der Provinzhauptstadt Azángaro.

## Verwaltung
Der Distrikt wurde am 2. Mai 1854 gegründet. Sitz der Distriktverwaltung ist die 3880 m hoch gelegene Ortschaft Tirapata mit 660 Einwohnern (Stand 2017). Im Distrikt gibt es neben dem Hauptort folgende größere Ortschaften:
- Ipacuña (208 Einwohner)
- Jurinsaya Aniago (229 Einwohner)
- Purina
- Puyutira (216 Einwohner)
- San Pedro de Pucarani (208 Einwohner)

## Verkehr
Durch den Distrikt führt die Bahnstrecke Cusco–Puno. Die Gemeinde Tirapata hat einen Bahnhof an der Strecke. Allerdings ist der öffentliche Personenverkehr eingestellt.